# Otto Wilhelm Sonder
Otto Wilhelm Sonder  (Bad Oldesloe, 18 de junho de 1812 – Hamburgo, 21 de novembro de 1881) foi um botânico alemão.

## Vida
Um nativo de Holstein, Sonder estudou na Universidade de Kiel, onde fez exames farmacêuticos em 1835, antes de se tornar o proprietário de uma farmácia em Hamburgo de 1841 a 1878. Em 1846 ele recebeu um doutorado honorário da Universidade de Königsberg e foi eleito membro da Academia Nacional Alemã de Ciências Leopoldina por sua contribuição ao campo da botânica.

## Herbário
Desde tenra idade, Sonder mostrou considerável interesse e habilidade na botânica. Ele frequentemente embarcava em excursões botânicas em sua área local no início da manhã, antes de ir para o trabalho na farmácia.  Ao longo de sua vida, Sonder conheceu e conversou com muitos botânicos eminentes da época. Ele acumulou uma extensa coleção botânica que continha centenas de milhares de espécimes representando todos os principais grupos de plantas e abrangendo todas as partes do globo. A coleção é particularmente significativa para seus espécimes sul-africanos, bem como aqueles da América do Sul tropical e da Índia. Ele também contém milhares de espécimes de tipo. Depois que a coleção ficou grande demais para ele gerenciar sozinho, Sonder começou o processo de vendê-la às partes interessadas. Logo no início, ele fez um acordo com seu amigo e então Diretor do Herbário Nacional de Victoria Ferdinand von Mueller de que Mueller compraria o herbário por 1 200 libras esterlinas. No entanto, quando Mueller teve dificuldade em obter os fundos, várias outras instituições indagaram sobre a coleção. Entre o final de 1874 e o início de 1875, Sonder trabalhou em toda a coleção, classificando o material e remontando os espécimes quando necessário. Em 1875, nove caixas de espécimes foram enviadas ao Museu Sueco de História Natural. O material também foi enviado ao botânico francês Jean Michel Gandoger. Eventualmente, a maior parte da coleção, consistindo em cerca de 250-300 000 espécimes, foi comprada pelo Melbourne Royal Botanic Gardens em 1883. Esses espécimes permanecem no Herbário Nacional de Victoria hoje.

## Publicações
Sonder publicou vários trabalhos botânicos importantes. Ele foi coautor de Flora Capensis em vários volumes (7 vol. Em 11, 1859–1933) com William Henry Harvey (1811–1866) e foi autor de um tratado botânico de 1851 chamado Flora Hamburgensis.
Sonder publicou mais de 1200 nomes botânicos. Veja: Categoria: International Plant Name Index

## Legado
As seguintes plantas foram nomeadas em sua homenagem:

### Genero
- Ottosonderia da família Aizoaceae[10]
- Sonderina da família Umbelliferae[11]

### Espécies
- Ficus sonderi[12]

Os seguintes lugares foram nomeados em sua homenagem:
- Mount Sonder, também conhecido por seu nome aborígine Rwetyepme, Northern Territory, Australia. Nomeado durante a expedição de Ernest Gilesem 1872 ao oeste deAlice Springs.[13]